# غاري سميث (لاعب كرة القدم)
غاري سميث (بالإنجليزية: Gary Smith)‏ (و. 1966  م) هو لاعب كرة القدم، من المملكة المتحدة، ولد في برمينغهام، يلعب كمهاجم.

## روابط خارجية
- غاري سميث على موقع قاعدة بيانات كرة القدم.إي يو (الإنجليزية)
- غاري سميث على موقع ناشيونال فوتبول تيمز (الإنجليزية)
- غاري سميث على موقع Soccerbase.com (لاعب) (الإنجليزية)
- غاري سميث على موقع Soccerway.com (الإنجليزية)